# Texapyrgus longleyi
Texapyrgus longleyi är en snäckart som beskrevs av F. G. Thompson och Robert Hershler 1991. Texapyrgus longleyi ingår i släktet Texapyrgus och familjen tusensnäckor. Inga underarter finns listade i Catalogue of Life.